# راف کات (فیلم ۲۰۰۸)
راف کات (به انگلیسی: Rough Cut) یک فیلم سینمایی اکشن کره جنوبی محصول سال ۲۰۰۸ به کارگردانی جانگ هون و نویسندگی کیم کی-دوک ساخته شده‌است. این فیلم در کل ۱ میلیون و ۳۰۷ هزار و ۶۸۸ نفر در سراسر کشور کره بیننده داشته‌است.

## بازیگران
- سو جی سوب
- کانگ جی هوان
- هونگ سو-هیون
- کو چانگ سئوک
- جانگ هی جین